# Marien Ngouabi
Marien Ngouabi (Fort Roussett, 31 de diciembre de 1938-Brazzaville, 18 de marzo de 1977) fue el presidente de la República Popular del Congo desde el 1 de enero de 1969 hasta el 18 de marzo de 1977 cuando murió tras ser emboscado en su residencia.

## Biografía
Marien Ngouabi nació en 1938 en Fort Roussett (actualmente llamada Ombellé), departamento Cuvette, en territorio de la etnia mboshi. Su padres eran campesinos, de origen humilde.
De 1947 a 1953 asistió a la escuela primaria en Owando (capital del departamento Cuvette). En 1953 ingresó en la École des Enfants de Troupes Général Leclerc (en Brazzaville) y en 1957 fue enviado a Bouar (Oubangui-Chari), actualmente en la República Centroafricana.
Después de servir en Camerún (entre 1958 y 1960), Ngouabi fue a la Ecole Militaire Préparatoire (Escuela Militar Preparatoria) en Estrasburgo (Francia), y en 1961 a la Ecole Inter-armes (en Coëtquidan Saint-Cyr). En 1962 volvió a Congo como subteniente y estuvo destinado en la guarnición Pointe-Noire. En 1963 Marien Ngouabi fue ascendido a teniente.

## Ascenso al poder
En 1965 creó el primer batallón de paracaidistas en la República del Congo. Conocido por sus ideas de izquierda, cuando en abril de 1966 se negó a ser destinado nuevamente en Pointe-Noire, Ngouabi fue degradado al rango de soldado de segunda clase.
El 29 de julio de 1968, el presidente Alphonse Massamba-Débat hizo que Ngouabi y el segundo teniente Eyabo fueran arrestados.
El arresto de Ngouabi provocó descontento entre los militares. El 31 de julio de 1968, Ngouabi fue liberado por los soldados. El 5 de agosto de 1968 se creó el Consejo Nacional Revolucionario, encabezado por Ngouabi. Massamba-Debat, cuyos poderes habían sido reducidos por la CNR, renunció el 4 de septiembre.
Su primer ministro (desde 1963), Pascal Lissouba, siguió en el gobierno aunque al año siguiente (1969) fue apartado de la actividad política hasta 1971.
El primer ministro Alfred Raoul se desempeñó como jefe de Estado hasta el 31 de diciembre de 1968, cuando el CNR se convirtió formalmente en la autoridad suprema del país y Ngouabi, como jefe del CNR, asumió la presidencia.
Ese día cumplía los 30 años de edad.

## Jefe de Estado

Bandera del Ejército del Congo (1970-1992), que se utilizó durante el Gobierno de Ngouabi.

Una vez en el poder, el presidente Ngouabi cambió el nombre del país (República del Congo) por República Popular del Congo, declarando que era el primer estado marxista-leninista de África.
Fundó el PCT (Partido Congoleño del Trabajo) como el único partido político legal del país.
Ngouabi era un kouyou del norte y su Gobierno cambió el control del país, tradicionalmente en manos de las etnias del sur. Estos movimientos crearon oposición entre la población en el ambiente altamente politizado de Brazzaville. En febrero de 1972 hubo un intento de golpe de Estado que desencadenó una serie de purgas de la oposición, los que fueron arrestados Ngouabi les permitió purgar cadena perpetua, sin embargo los fugitivos fueron ejecutados sumariamente y exhibidos públicamente entre ellos Ange Diawara.  Se afirma que Francia presionaba a Ngouabi para que anexara el enclave de Cabinda ―en la zona portuguesa de Angola―, una región muy rica en petróleo.
Su negativa a actuar le quitó el apoyo de Francia, y posiblemente provocó su asesinato.
Se especula que los siguientes intentos de destituir a Ngouabi fueron financiados por las empresas francesas.
En julio de 1973, Ngouabi visitó la República Popular China.
El 24 de junio de 1973 los congoleños votaron una nueva constitución elaborada por el PCT, en su Segundo Congreso Extraordinario en diciembre de 1972. Se registraron 73,5 % de votos favorables. El nuevo texto básico restauró la Asamblea Nacional y estableció consejos locales. El Parlamento quedó compuesto por 115 miembros elegidos por sufragio universal en una sola lista presentada por un partido único. Se dispuso un poder ejecutivo en dos etapas: un primer ministro y un Consejo de Estado que lo supervisaría y sería dirigido por el jefe de Estado e incluye cinco miembros del Buró Político y cinco representantes del gobierno de la Asamblea Nacional.
El 27 de agosto de 1973 Henri Lopès fue nombrado primer ministro. Constituyó un gobierno de 17 miembros. En octubre, el Alto Mando Militar también se rediseñó, el capitán Victor Tsika Kabala sustituyó a Yhombi-Opango como jefe de la APN.
A principios de este año 1973, el Estado equilibró su presupuesto desde 1968, viendo que sus ingresos aumentaron considerablemente con el inicio de la producción a gran escala en el campo de esmeraldas en Pointe-Noire, pocos meses antes. Con la explotación de la concesión de un gigante campo petrolífero por la sociedad entre la empresa francesa Elf y el Estado, la nación hizo su verdadera entrada en el círculo de los productores de petróleo de África, en el momento adecuado (la crisis del petróleo de 1973). La proporción de los ingresos del petróleo en el presupuesto se incrementó a 31 %.
En 1973 hubo otro intento fallido de golpe de Estado, por el que fue acusado de implicación Pascal Lissouba, y arrestado.
En enero de 1974 la empresa Elf accedió a pagar 21 000 millones de francos CFA al gobierno congoleño para resolver una disputa por los cargos anteriores. A principios de 1974, se firmaron nuevos acuerdos de cooperación entre Congo y Francia.
En febrero de 1974 se creó Hydro-Congo. La nueva empresa estatal pretende lanzar futuros de exploración y producción de petróleo, siguiendo el ejemplo de Sonatrach. Al principio se limitaría a garantizar la distribución de productos petrolíferos. Finalmente consiguió el monopolio de la producción de petróleo, y se nacionalizaron las estaciones de servicio y gasolineras.
En el transcurso de 1974, las comunidades de Congo empezaron a ser renombradas. Los nombres franceses heredados del pasado colonial fueron reemplazados por sus nombres tradicionales anteriores. En algunos casos, se crearon nombres nuevos. Sin embargo, el nombre de Brazzaville quedó sin cambiar. Los nombres de los establecimientos escolares también se cambiaron.
El 30 de diciembre de 1974 se llevó a cabo el Segundo Congreso Ordinario de la PCT. Ngouabi fue reelegido por unanimidad como jefe de Estado del partido único durante cinco años. Ngouabi fue reelegido en su cargo de presidente del Comité Central del PCT. Además fue elegido como secretario permanente del PCT. El 9 de enero de 1975 fue juramentado como presidente para un nuevo mandato.
También en 1975, firmó un pacto de ayuda económica con la Unión Soviética. Ese año, Ngouabi fue condecorado con la Orden José Martí de Cuba.
A nivel internacional, el Gobierno de Ngouabi apoyó los movimientos progresistas de liberación progresiva de las colonias portuguesas en África. En particular, el movimiento MPLA de Agostinho Neto (en Angola) tuvo en Brazzaville una base para su conflicto contra Portugal y contra los movimientos rivales UNITA y FNLA.

## Decadencia (enero de 1975 a marzo de 1977)
El sistema establecido por Marien Ngouabi mostró cada vez más limitaciones. La construcción de una sociedad socialista en el corazón de África no demostraba un gran éxito. En Congo, donde todos sus habitantes tiene una fuerte conciencia de identidad étnica, Ngouabi contaba con el firme apoyo tanto del pueblo como de las elites del norte (de donde él provenía), pero debía hacer frente a la hostilidad más o menos latente de gran parte del pueblo y los poderosos del sur (que sentían que el PCT era un instrumento de dominación de la elite del norte). Las reglas del partido también promovían esta percepción. La adhesión al PCT estaba sujeta al padrinazgo de un miembro del Comité Central. Por cálculo político, los líderes generalmente favorecían la incorporación de ciudadanos con afinidad étnica o de otro tipo, lo que parecían ser casos de clientelismo. El nivel intelectual y moral de la PCT se vio afectada. Cada vez más, la adhesión al PCT se hacía solo por una cuestión de conveniencia, ya que el partido único se había convertido en un paso necesario para progresar. Los militantes tenían una idea vaga y confusa acerca de la teoría marxista. La eliminación de la M22 (por exclusión, encarcelamiento o ejecución) privó al PCT de sus miembros más sinceros y la mayoría de los miembros adquirió la ideología comunista. La opinión pública enfatizaba que el comportamiento de los dirigentes del partido ―y por lo tanto del Estado― no siempre se ajustaban a la ortodoxia marxista-leninista.
La organización de la sociedad de acuerdo con los principios del socialismo científico tuvo consecuencias desastrosas para el funcionamiento del Estado. Gobierno y los servicios sociales han sufrido mucho por preferencias partidistas miembros promovidos del PCT a la cabeza de todas las estructuras públicas, con independencia de las competencias. La malversación de fondos se había vuelto común en los servicios públicos y en las empresas del Estado.
El principio de la trilogía decisiva que combina el Partido, la Unión y el Gobierno en la gestión, afectó considerablemente el rendimiento de las empresas estatales. Por sistema, los puestos gerenciales en el mundo corporativo se determinaban por la militancia y no por la capacidad técnica. Esto dio lugar a una disminución de la productividad.
Confiado en las proyecciones de ingresos provenientes de la producción de petróleo, en enero de 1975 Ngouabi puso en marcha un programa trienal (1975-1977) de desarrollo económico, social y cultural. El plan, con un costo de 75 000 millones de francos CFA tenía como objetivo construir una economía independiente, abriendo el interior del país y reduciendo las desigualdades sociales. El programa de tres años preveía corregir los defectos de las empresas estatales, crear nuevas empresas de propiedad estatal (Plasco, Impreco, etc.) y realizar grandes obras públicas (construcción de un nuevo tramo del CFCO entre Dolisie y Bilinga, cientos de kilómetros de caminos y aeropuertos en unos pocos centros urbanos).
Desafortunadamente, las dificultades económicas ―que por algún tiempo se habían desdibujado por los ingresos del petróleo― resurgieron. El depósito de esmeraldas no generó la productividad esperada y se agotó más rápido de lo que se esperaba. La incompetencia de las juntas estatales de comercialización provocó una reducción en la producción de cacao y café. Las granjas estatales, diseñadas al estilo de las granjas colectivas soviéticas, eran improductivas. Las fábricas estaban al borde de la quiebra. El inicio de la producción en la refinería de Pointe-Noire, prevista para 1975, se había retrasado. El trabajo comenzado en 1972 con el objetivo de producir una independencia en hidrocarburos y una reducción de la factura energética no se llegó a completar. Por desgracia para el presidente Ngouabi, los lemas patrióticos y las diatribas diarias contra el imperialismo francés eran insuficientes contra la crisis económica. La clase política ya no creía en su capacidad para recuperar el país.
Para resolver estos problemas, Ngouabi convocó el Comité Central en sesión extraordinaria del 5 al 12 de diciembre de 1975. La dirección del PCT afirma que existe una falta de cohesión y dinamismo en la conducción política, falta de lucha en las organizaciones de masas, y que el bajo rendimiento de las empresas estatales se debe a la incompetencia y la falta de conciencia de los cuadros militantes, la gran cantidad de efectivos y su búsqueda de beneficios materiales personales. Se propone una radicalización de la revolución para prevenir la recuperación de las fuerzas reaccionarias dentro y fuera del país. Concretamente, algunos miembros del Comité Central fueron excluidos (Yhombi-Opango, Martin Mberi, Pierre Nze, Anatole Kondho, Jean-Jules Okabando) y se disuelve el buró político. En su lugar se establece un Estado Mayor Especial Revolucionario. Se forma un nuevo gobierno. Para las empresas públicas, el Comité Central recomienda crear un inventario sistemático de todos los ejecutivos de la Nación para poner a la persona adecuada en el lugar correcto.
El Estado Mayor Especial Revolucionario se compone de Marien Ngouabi, Jean-Pierre Thystère-Tchicaya, Louis Sylvain-Goma, Denis Sassou N’Guesso, y Jean-Pierre Gombe. El 18 de diciembre de 1975, Sylvain-Goma fue nombrado primer ministro, y el gobierno quedaba compuesto por 15 ministros. El 28 de diciembre, Sassou N’Guesso fue nombrado por decreto presidencial delegado del Consejo de Estado de Defensa y Seguridad. Durante enero de 1976 Ngouabi promulgó una ley fundamental que transfirió los poderes de la Comisión Central al Estado Mayor Especial Revolucionario.
El 19 de marzo de 1976, pocas semanas después de estos cambios, el helicóptero que transportaba al presidente se estrelló en un bosque del norte del país. Junto con Ngouabi iba el comandante Kakou, el profesor Diamond, y un empresario de apellido Nicoloso. Durante 5 días, el país no tuvo noticias de Ngouabi o de sus compañeros. Los «limpios» ―es decir, las víctimas de la radicalización de la revolución― trataron de recuperar el poder. EL SCC ―el sindicato único afiliado al PCT―, con el apoyo de una parte de la UJSC desencadenó una huelga general de todos los trabajadores para exigir el restablecimiento del Comité Central. Thystere-Tchicaya, el número dos del Gobierno, logró derrotar la moción. Mientras tanto, después de caminar por el bosque durante varios días, Ngouabi finalmente llegó a Owando. Él y Kakou fueron los únicos sobrevivientes del atentado. De vuelta en Brazzaville, limpió las dirigencias del CSC (Jean-Michel Bokamba-Yangouma reemplazó a Anatole Kondho), y de la UJSC (Jean-Pierre Gombe reemplazó a Jean-Jules Okabando).
En noviembre de 1976, se celebró una conferencia del partido para analizar el proceso histórico de la revolución y sus perspectivas. Se iniciaron los preparativos para el Tercer Congreso Extraordinario del PCT.
En ese momento hubo un boicot gravísimo contra el Congo: las minas de potasa en Holle se inundaron. Según Ngouabi fue un sabotaje deliberado de las empresas francesas, que deseaban importar la potasa de Alsacia (Francia). El clima político se enrareció además con las incursiones de los separatistas cabinda del FLEC en territorio congoleño para sabotear el proceso de construcción de carreteras.

## Asesinato
A principios de marzo de 1977, Ngouabi recibió una carta de su predecesor, Alphonse Massamba-Debat. Este le aconsejaba que renunciara, porque así lo requería la gravedad de la situación del país.
El 3 de marzo, Ngouabi recibió en audiencia al expresidente y a su esposa. Unos días más tarde, en una reunión pública organizada por la URMC, arremetió contra el imperialismo francés, al que acusó como responsable de las dificultades económicas del Congo. También dijo: «Cuando tu país está sucio y le falta una paz duradera, no puedes lograr su limpieza y su unidad más que lavándolo con tu sangre».
El 18 de marzo de 1977, Ngouabi comenzó su día en la Facultad de Ciencias de la Universidad de Brazzaville, donde era profesor de primer año.
Regresó al Estado Mayor, donde recibió en audiencia a Alphonse Mouissou-Poaty (presidente de la Asamblea Nacional) y después al cardenal Emile Biayenda.
A las 14:30, un comando armado inició un tiroteo en la base de su residencia. Unos minutos más tarde, Ngouabi fue trasladado urgentemente al hospital militar de Brazzaville. Poco después, el forense lo declaró muerto, y constató que el cuerpo del presidente había sido acribillado a balazos, pero tenía puesta ropa nueva.

## Conmemoración
Ngouabi fue enterrado en el Mausoleo Marien Ngouabi, en Brazzaville.
Después de la muerte de Ngouabi se creó un Comité Militar del Partido para encabezar un gobierno interino.
Un Comité Militar del Partido (CMP) fue nombrado. El coronel conservador Joachim Yhombi-Opango fungió como jefe de Estado.
El 19 de marzo de 1977, la nueva junta denunció al capitán Bartholomew Kikadidi como el autor material y líder del comando que mató a Ngouabi. El CMP formó una comisión de investigación y una corte marcial, que condenaron a muerte al expresidente Alphonse Massamba-Debat y a varios miembros de la guardia presidencial. El expresidente fue ejecutado una semana después de la muerte de su sucesor.
También fue arrestado y sentenciado a cadena perpetua ―evitando la pena de muerte― el ex primer ministro Pascal Lissouba, el candidato de las empresas multinacionales francesas. Lissouba fue liberado en 1979 y se exilió en Francia hasta 1990. Regresó al Congo y fue instalado como presidente.
El funeral de Ngouabi se celebró el 2 de abril de 1977. El comandante Sassou-Nguesso (1943-) leyó el panegírico. El difunto presidente fue enterrado en el mismo recinto del Estado Mayor, frente a su residencia. Unos meses más tarde, se erigió un mausoleo sobre su tumba.
Sus sucesores, Yhombi-Opango y Sassou-Nguesso, establecieron un culto nacional a su memoria y sus obras, como sucedió en la Unión Soviética con Lenin o en China con Mao. La Universidad de Brazzaville ―la única del país― fue rebautizada en su memoria.
En enero de 1978, la Corte revolucionaria abrió juicio contra 42 personas acusadas de complicidad en el asesinato. Diez de ellas fueron condenadas a muerte y ejecutadas el 7 de febrero de 1978. El capitán Barthelemý Kikadidi, que logró fugarse el día del asesinato (18 de marzo de 1977), fue condenado a muerte en rebeldía por liderar el pelotón que atentó contra la vida de Ngouabi. El 13 de febrero de 1978 fue encontrado y ejecutado en el acto por el ejército.
En una fecha no especificada, los restos de Ngouabi fueron exhumados en una ceremonia íntima para ser reenterrados en Owando, la capital de su departamento natal.
En la República del Congo, el 18 de marzo es el Día de Marien Ngouabi.
| Predecesor: Alfred Raoul | Presidente de la República del Congo 1969-1977 | Sucesor: Joachim Yhombi-Opango |